# Goubin
Goubin (Goubein) ist ein osttimoresischer Ort im Suco Leolima (Verwaltungsamt Balibo, Gemeinde Bobonaro). Er liegt in einer Meereshöhe von 199 m im Nordosten der Aldeia Duaderoc, nördlich des Foho Beuno (464 m). Es ist ein Straßendorf, das an einer Piste vom Nachbarort Semautleten im Süden aus in den Suco Aidabaleten führt. Am Nordende von Goubin steht eine Grundschule.